# Desa Tanjungsari (administrativ by i Indonesien, Jawa Barat, lat -6,80, long 108,33)
Desa Tanjungsari är en administrativ by i Indonesien.   Den ligger i provinsen Jawa Barat, i den västra delen av landet, 180 km öster om huvudstaden Jakarta.